# یاسنه پوله
یاسنه پوله (به لاتین: Jasne Pole) یک روستا در لهستان است که در گمینا کروتوشن واقع شده‌است. یاسنه پوله ۲۷۰ نفر جمعیت دارد.